# ليراوك (لوداب)
ليراوك (بالفارسية: لیراوک) هي قرية تقع في إيران في قسم لوداب الريفي. يقدر عدد سكانها بـ 29 نسمة بحسب إحصاء 2016.